# Булки
«Булки» — российский комедийный фильм Олега Асадулина. В главной роли — Кристина Асмус. Сначала выход в широкий прокат был запланирован на 3 марта 2022 года, но потом его перенесли на 7 июля 2022 года.
Телевизионная премьера фильма состоялась 20 ноября 2022 года на канале «TV 1000. Русское кино».

## Сюжет
Фильм рассказывает о девушке, мечтающей о своём кафе и оказывающейся на Шри-Ланке, лишённой денег, документов и супруга, но с похмельем и тремя парнями, которым она совсем не по душе…

## В ролях
| Актёр              | Роль            |
| ------------------ | --------------- |
| Кристина Асмус     | Таня Бабанина   |
| Арсений Робак      | Боря            |
| Марк Богатырёв     | Кирилл          |
| Борис Дергачёв     | Саша            |
| Юлия Топольницкая  | Оля             |
| Валентина Мазунина | Света           |
| Васант Балан       | Раджу           |
| Татьяна Орлова     | мама Тани       |
| Ольга Нечаева      | менеджер банка  |
| Александр Ревенко  | Игорь Сергеевич |